# Hebi (miasto)
Hebi (chiń. 鹤壁; pinyin Hèbì) – miasto o statusie prefektury miejskiej we wschodnich Chinach, w prowincji Henan. W 2010 roku liczba mieszkańców miasta wynosiła 254 512. Prefektura miejska w 1999 roku liczyła 1 368 477 mieszkańców.